# Chongar
Chongar o Chonhar (en ucraniano Чонгар, en ruso Чонгар) es una ciudad ucraniana perteneciente al raión de Genichesk del óblast de Jersón, en la parte sur del país. La población estimada es de 1 431 habitantes (2001) y es de mayoría rusa. Se ubica cerca de la frontera con la República de Crimea, anexionada por Rusia en 2014, sobre la península del mismo nombre a orillas del mar de Syvach.

## Historia

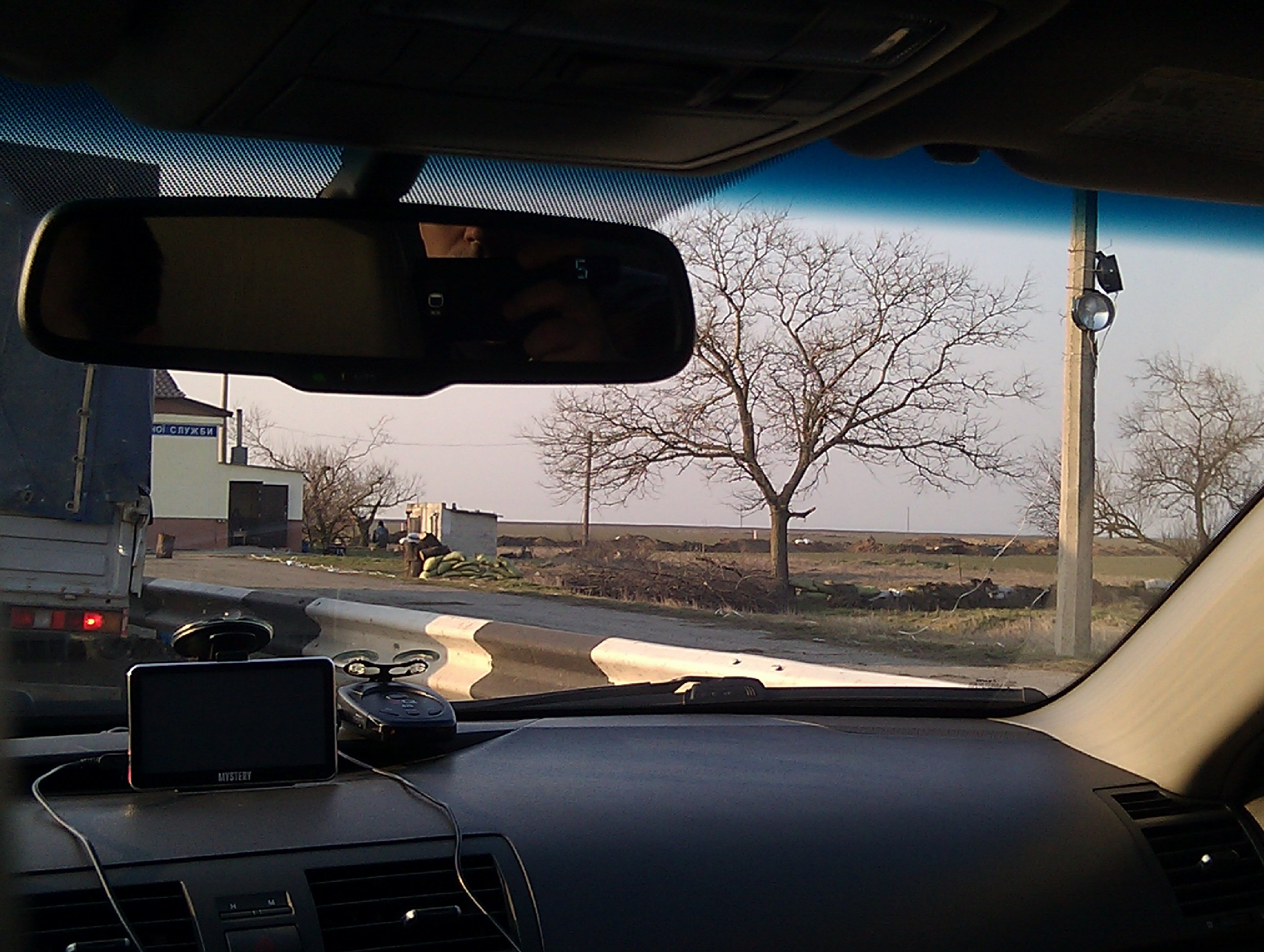
Puesto de control ruso

El 27 de febrero, durante la crisis de Crimea de 2014, miembros de la unidad crimea del Bérkut ocuparon el puesto de control cerca de la aldea y el territorio vecino. Después de la anexión a Rusia, el área se convirtió en una frontera de facto patrullada por los Bérkut y milicianos prorrusos.